# Wilhelm II. von Bayern

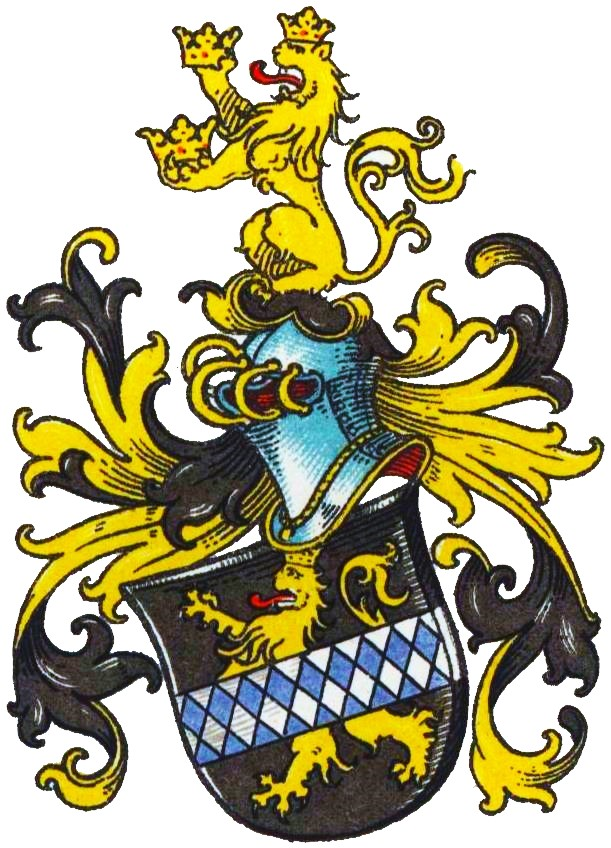
Wappen von Wilhelm von Bayern bzw. Wilhelm von Höllinghofen im Wappenbuch des Westfälischen Adels

Wilhelm von Bayern, Freiherr von Höllinghofen (* vor 1590; † 10. Februar 1657 auf Schloss Höllinghofen) war zunächst Landdrost des Herzogtums Westfalen und seit 1650 als Wilhelm II. Fürstabt der Reichsabtei Stablo-Malmedy.

## Leben
Wilhelm war ein Sohn aus der Beziehung zwischen Kurfürst Ernst von Bayern und Gertrud von Plettenberg. Im Jahr 1601 erhielt er das heimgefallene Lehen Höllinghofen verliehen. Aber auch zuvor hielt er sich in unmittelbarer Umgebung des Kurfürsten auf. 1605 wurde Wilhelm vom Kaiser in den persönlichen Ritterstand erhoben. 1610 folgte die Erhebung in den Freiherrenstand.
Zwischen 1618 und 1624 amtierte er als Landdrost im Herzogtum Westfalen. Damit war er Stellvertreter des neuen Kurfürsten, seines Vetters, Ferdinand von Bayern. In seine Amtszeit fielen die ersten Belastungen des Herzogtums durch den Dreißigjährigen Krieg. Der Landdrost selbst war allerdings längere Zeit abwesend und befand sich auf Reisen nach Spanien und Italien. Nach seiner Rückkehr konnte er 1623 einen Streit zwischen dem Kloster Wedinghausen und der Stadt Arnsberg schlichten. Ein Jahr später wurde er im Amt des Landdrosten zu Gunsten von Friedrich von Fürstenberg abgelöst und reiste erneut nach Italien.
Seit 1636 war er zunächst Koadjutor des Klosters Stablo. Um das Amt auch als Abt übernehmen zu können, wurde der Laie Wilhelm noch im Alter von etwa 60 Jahren zum Priester geweiht. Seit 1650 war er Fürstabt von Stablo und Malmedy. Im Gegensatz zu seinen Verwandten als Vorgänger und Nachfolger residierte er im Gebiet der Abtei zumeist im Kloster Stablo und machte sich um die Verwaltung verdient. In seine Zeit fällt 1650 der Einfall von französischen Truppen, die im Gebiet der Abtei plünderten. Ein Jahr später marschierten die Spanier ein und besetzten mehrere Orte. Dagegen mobilisierte Wilhelm 1200 Bauern. Diese hatten zunächst Erfolge gegen die Besatzer, wurden aber besiegt und 300 Mann wurden getötet. Malmedy wurde geplündert und gebrandschatzt. Unter den Einwohnern machten sich Unruhen breit und Kaiser Ferdinand III. sah sich 1653 veranlasst, die Untertanen aufzufordern, Wilhelm zu gehorchen. Auch in den folgenden Jahren wurde das Gebiet der Abtei von fremden Truppen durchzogen und die Einwohner stark belastet. Im Jahr 1654 gingen die Einwohner von Malmedy mit einigen Verbündeten erfolgreich gegen Truppen aus Lothringen vor.
Weil Wilhelm gegen die Eindringlinge machtlos war, nahm er schon 1654 Kurfürst Maximilian Heinrich von Bayern als Koadjutor an. Begraben wurde er in der Abteikirche von Stablo.

## Wappen
Blasonierung: In Schwarz ein goldener springender gekrönter Löwe, von einem blau-silbern geweckten Balken belegt. Auf dem Helm mit schwarz-goldenen Helmdecken der gekrönte Löwe sitzend, in jeder Pranke eine goldene Krone.
Das Wappen spiegelt seine Abstammung vom Haus Wittelsbach wider.